# John Dempsey
John Dempsey (ur. 15 marca 1946, zm. 6 listopada 2024) – irlandzki piłkarz.
Karierę zaczynał w Fulham w 1964. W 1969 odszedł do lokalnego rywala – Chelsea. Z tym zespołem w 1970 sięgnął po Puchar Anglii, a rok później triumfował w Pucharze Zdobywców Pucharów. Karierę kończył w amerykańskim Philadelphia Fury.
Mimo że urodził się w Anglii, miał prawo – ze względu na pochodzenie – grać w reprezentacji Irlandii. Debiutował w niej w 1966, ostatni raz zagrał w 1974. Łącznie rozegrał 19 spotkań i strzelił jedną bramkę.